# 詹姆斯·埃尔默
詹姆斯·埃尔默（英語：James Elmer，1971年5月8日—），澳大利亚前男子曲棍球运动员。他曾代表澳大利亚国家队参加2000年夏季奥林匹克运动会曲棍球比赛，获得一枚铜牌。